# بيرت فان مارفيك
بيرت فان مارفايك (بالهولندية: Bert van Marwijk)‏ (من مواليد تاريخ 19 مايو ، 1952)درب نادي فيينورد روتردام وأصبح مدرب منتخب هولندا لكرة القدم في يوليو 2008. تم الإعلان رسميا في اواخر شهر أغسطس من عام 2015 أنه سيقوم بتدريب المنتخب السعودي لكرة القدم.
درب المنتخب السعودي وتأهل معه إلى نهائيات كأس العالم في روسيا 2018، لكن اتحاد القدم السعودي أنهى التعاقد معه قبل بداية كأس العالم.

## روابط خارجية
- بيرت فان مارفيك على موقع الاتحاد الدولي (مؤرشف)  (الإنجليزية)
- بيرت فان مارفيك على موقع الاتحاد الأوربي (الإنجليزية)
- بيرت فان مارفيك على موقع قاعدة بيانات كرة القدم.إي يو (الإنجليزية)
- بيرت فان مارفيك على موقع ناشيونال فوتبول تيمز (الإنجليزية)
- بيرت فان مارفيك على موقع Soccerbase.com (مدرب) (الإنجليزية)
- بيرت فان مارفيك على موقع عالم كرة القدم.نت (الإنجليزية)